# Clarence Wilson

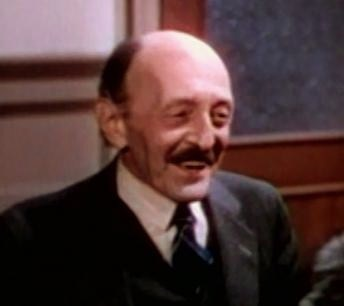
Em A Star Is Born (1937)

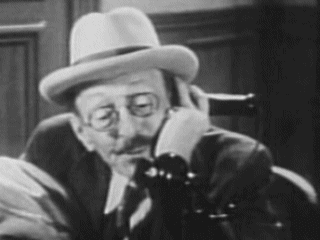
Em A Shriek in the Night (1933)

Clarence Wilson (nasceu Clarence Hummel Wilson; 17 de novembro de 1876 – 5 de outubro de 1941 (64 anos)) foi um ator norte-americano com quase 200 atuações nos filmes mudos.

## Filmografia selecionada
- The Penalty (1920)
- Woman Trap (1929)
- Dangerous Paradise (1930)
- Wicked (1931)
- The Sea Ghost (1931)
- The Penguin Pool Murder (1932)
- Jewel Robbery (1932)
- A Shriek in the Night (1933)
- Tillie and Gus (1933)
- Pick-Up (1933)
- Hollywood Party (1934)
- A Successful Failure (1934)
- Shrimps for a Day (1934)
- Little Sinner (1935)
- In Old Chicago (1937)
- Maytime (1937)
- A Star Is Born (1937)
- Rebecca of Sunnybrook Farm (1938)
- Little Miss Broadway (1938)
- Quick Millions (1939)
- Clown Princes (1939)
- Son of Frankenstein (1939)
- Come Back, Miss Pipps (1941)